# Арзамасцев, Иван Григорьевич
Иван Григорьевич Арзама́сцев (1902—1955) — советский металлург.

## Биография
Родился 1 (14 января) 1902 года в Троицке (ныне Челябинская область). Окончил УПИ (1927).
Работал на Серовском металлургическом заводе (Свердловская область): начальник смены, заместитель начальника и начальник мартеновского цеха, руководитель группы металлографической лаборатории, главный металлург, начальник ЦЗЛ — заместитель главного инженера.
Организатор и непосредственный участник разработки и освоения технологий качественных высокопрочных сталей в мартеновских печах. Во время войны разработал десятки новых технологий выплавки высококачественных легированных сталей.
Умер 13 июня 1955 года в Серове (Свердловская область).
Племянник попадьи Клавдии Топорковой (в девичестве Арзамасцевой), прабабушки будущего директора завода Антона Бакова.

## Награды и премии
- Сталинская премия первой степени (1948) — за разработку и внедрение в производство новой технологии выплавки стали для военной промышленности
- орден Красной Звезды (1944)
- два ордена Трудового Красного Знамени (1945; 1948)
- орден Ленина (1952)
- медали